# Saab 37 Viggen
Saab 37 Viggen (Švedsko: "strela") je švedsko enomotorno večnamensko lovsko letalo, ki ga je proizvajalo švedsko podjetje Saab v letih 1970 do 1990. Uporabljal se je kot lovec, lovski bombnik, izvidnik, trenažer in za patruliranje morja. V 1970ih so izdelali tudi različico, ki lahko deluje v vseh vremenskih pogojih.
Viggna so zasnovali kot naslednika Saab 32 Lansen in Saab 35 Draken  Prve študije med letoma 1952 in 1957 so izvedli s pomočjo finskega inženirja Aarne Lakomaa. Študirali so različne koncepte z enim ali dvema motorjema, delta oziroma dvojno delte krilo, s kanardi in celo VTOL varianto (Vertical Take-off and Landing), z vertikalnim vzletanjem in pristajanjem. Cilj je bil narediti robustno letalo s kratko vzletno stezo, ki bi lahko vzletal z navadnih malce daljših avtomobilskih cest, ki jih je po Švedski veliko. Za delovanje je dovolj 500 metrov dolga steza. Vzdrževanje in popravljanje letala naj bi bilo karseda preprosto brez uporabe posebej izučenih strokovnjakov. Viggen je eno ozmed prvih letal s kanardi, ki so poznene postali popularni na lovskih letalih.  Pri snovanju so imeli dostop do ameriške tehnologije, kar je zelo pocenilo stroške načrotvanja.   Razvoj in proizvodnja lovskega letala je za deželo z manj kot 10 milijoni prebivalcev velik dosežek.  Proizvodnja se je začela leta 1970. 
Letalo poganja turboventilatorski motor Volvo RM8 – licenčna proizvodnja ameriškega Pratt & Whitney JT8D, ki je sicer poganjal reaktivna potniška letala. Dodali so mu možnost dodatnega zgorevanja za večji potisk. Motor ima tudi obračalnik potiska za hitro zaustavljanje, ker je posebnost pri lovskih letalih. Večina lovcev ima zaviralno padalo.

## Tehnične specifikacije JA-37 Viggen
- Posadka: 1
- Dolžina: 16,4 m (53 ft 9 in)
- Razpon kril: 10,6 m (34 ft 9 in)
- Površina kril: 46 m² (500 ft²)
- Prazna teža: 9 500 kg (21 000 lb)
- Naložena teža: AJ 16 000 kg; JA 17 000kg (AJ 35 273 lb; JA 37 478 lb)
- Maks. vzletna teža: 20,000 kg (44,000 lb)
- Motor: 1 × Volvo RM8B  turbofan, 72,1 kN / 125,0 kN (16 200 funtov suh, 28 110 funtov z dodatnim zgorevanjem)

- Maks. hitrost: Mach 2,1, 2,231 km/h (1,386 mph) na 11 000 m
- Dolet: 2 000 km
- Višina leta (servisna): 18 000 m (59 100 ft)
- Hitrost vzpenjanja: 203 m/s (12 200 m/min) (40 026 ft/min)

Orožje:
- 1x 30 mm Oerlikon KCA top z 150 naboji
- 6 nosilcev za 2 raketi RB71 Skyflash, 4X AIM-120 AMRAAM (JA 37D)
- 6 X AIM-9 Sidewinder
- U95 sistem za elektronske protiukrepe ECM pod (JA 37D)